# Bror Bellander
Ej att förväxla med sonen Bror Bellander (bankman).
Bror Olof Bellander, född 7 februari 1845 i Västerås, död 6 november 1913 på Nyhed i Bollnäs, var en svensk bruksidkare och skogsindustriledare. Han var far till läkaren Adolf och bankmannen Bror Bellander.
Bellander studerade vid högre elementarläroverket i Västerås från 1854 och blev student vid Uppsala universitet 1863. Åren 1864–1866 studerade han vid Skogsinstitutet, blev lantmäterielev 1867, men hade redan 1866 tillträtt en tjänst som extra överjägare i Västmanlands län. År 1870 blev Bellander extra jägmästare i Burträsks revir samt i Skellefteå och Jörns socknar i oktober samma år. År 1871 blev han biträdande jägmästare i Skellefteå revir och var skogsförvaltare vid Ockelboverken 1872-1876. 
Under sin tid vid Ockelboverken lade Bellander ned stor omsorg på skogsföryngringen och fann efter en mängd försök att kalhyggen med frösådd i med pikhackor djuphackade gropar var den säkraste metoden för södra Norrlands skogar. För föryngring på hedmark konstruerade han en kulturdrög med reglerbar plogbill, som användes dels till ripsning av marken under fröår dels vid frösådd, då till plogen kopplades en automatiskt reglerbar frökanna.  
Bellander blev extra jägmästare i Gästriklands revir 1874 med tjänstgjorde föga i statstjänst och erhöll entledigande 1895. Åren 1876–1885 var han disponent för Skogens Kol AB, verkställande direktör där 1886–1907 samt för AB Edeängeforsen 1902. Från 1905 var han suppleant i skogsvårdsstyrelsen i Gävleborgs län. Hans huvudsakliga arbete ägnades åt enskild skogsförvaltning och skogsvärderingar samt affärsverksamhet. Bellander intresserade sig även för tillväxtundersökningar och genomförde tillsammans med byråchefen Johan af Zellén en utredning om tillväxt och avkastning för ett flertal enskilda skogar i Norrland och norra Svealand. 
Den tid som Bellander var chef för Skogens AB sammanföll med en snabb utveckling inom svensk järnindustri och det var svårigheter att få fram tillräckligt mycket träkol åt de mellansvenska bruken. Han utsträckte därför kolningsverksamheten efter Norra stambanan och kom att bli betydelsefull för en utbredning av kolningsverksamheten i Norrland. Med de norrländska brukens nedläggning hade kolningen här nästan upphört, men Bellander återintroducerade nu kolningen i större skala. Hans sista initiativ i Skogens Kol AB blev planerandet av kolugnsanläggningarna vid Sibo utanför Kilafors, som senare kom att bli ett av Sveriges största kolningsanläggningar. 
Bland andra större uppdrag som anförtroddes Bellander var värdering och delning av skogar i Dalarna som inköpts gemensamt av Stora Kopparbergs Bergslags AB, Korsnäs AB och Kopparberg-Hofors AB. Denna skogsräkning, som genomfördes tillsammans med byråchef Johan af Zellén och jägmästaren Gustaf Gyllenhammar vid mitten av 1890-talet är en av de största enskilda skogsförrättningarna som genomförts i Sverige. Under 1880- och 1890-talet deltog Bellander flitigt som debattör i pressen under signaturen —r.
Han blev riddare av Vasaorden 1898.